# Márta Mészáros
Márta Mészáros, född 19 september 1931 i Kispest nära Budapest, är ungersk filmregissör. 

## Biografi
Márta Mészáros utbildade sig vid Filmskolan i Moskva och tog examen 1956.  Hon började sin karriär som dokumentärfilmare, 1968 gjorde hon sin första spelfilm Eltavozott nap (Dagen har flytt). Det var den första ungerska spelfilmen regisserad av en kvinna. 1975 blev hon internationellt känd med Örökbefogadás (Adoption) som fick Guldbjörnen vid Filmfestivalen i Berlin.
Hennes film Ők ketten (Marie och Julie), som hade premiär  1977 blev mycket uppmärksammad i Sverige. Filmen berättar om Mari som driver ett hem för unga arbetarkvinnor och Julie som brottas med sitt äktenskap.
Mészáros gjorde sedan en rad självbiografiska filmer som utgår från hennes och hennes familjs historia. Den första, Napló gyermekeimnek (Dagbok för mina barn) vann Juryns stora pris vid filmfestivalen i Cannes 1984 och den andra Napló szerelmeimnek (Dagbok för mina kära) fick Silverbjörnen i Berlin 1987. Nästa film i serien, Napló apámnak, anyámnak (Dagbok till min far och mor), från 1990, handlar om tiden kring Ungernrevolten 1956. Den sista dagboksfilmen Kisvilma - Az utolsó napló (Lilla Vilma - Den sista dagboken) spelades in 2000.
2004 gjorde hon dokumentärfilmen A Temetetlen halott (Den obegravda kroppen) om den Stalinkritiske politikern Imre Nagy som dömdes till döden efter Ungernrevolten 1956. 
Márta Mészáros har regisserat omkring femtio filmer, hennes senaste långfilm för bio heter Utolsó jelentés Annáról (Annas sista rapport) och hade premiär 2009. År 2011 deltog hon i en kollektivfilm bestående av kortfilmer kallad Magyarország 2011 (Ungern 2011) producerad av den kände regissören Béla Tarr. Filmen beskriver det samtida Ungern och är filmarnas reaktion på högerregimens alltmer restrikta politik inom kultur- och filmområdet.

## Filmografi (urval)
- 1968 – Holdudvar
- 1968 – Eltavozott (Dagen har flytt)
- 1973 – Frigörelse
- 1975 – Adoptionen
- 1976 – Nio månader
- 1977 – Marie och Julie
- 1978 – Precis som hemma
- 1979 – På väg
- 1980 – Örökség
- 1983 – Délibábok országa
- 1984 – Dagbok för mina barn
- 1987 – Dagbok för mina kära
- 1990 – Dagbok till min far och mor
- 2000 – Kisvilma - Az utolsó napló (Lilla Vilma - Den sista dagboken)
- 2004 – A Temetetlen halott (Den obegravda kroppen)
- 2009 – Utolsó jelentés Annáról (Annas sista rapport)